# Kőhalmi Ferenc (tanár)
Kőhalmi Ferenc (Rákosliget, 1941. december 10. – 2016. november 11.) tanár, szerkesztő, filmesztéta, filmfőigazgató, a Bolyai Önképző Műhely koordinátora, a magyar filmszakma szerkezeti és szervezeti átalakítását célzó reformterv kidolgozója és kezdeményezője és egyik megvalósítója az első magyar műholdas televíziónak, a Duna TV-nek (1992-1993).

## Élete
Tanulmányait a Puskás Ferenc Távközlési Technikumban 1956-ban kezdte meg. 1960-tól az ELTE hallgatója, ahol tanári pályára készült magyar–történelem szakon. Ötévi tanítás után, az NDK–magyar munkaerő-egyezmény keretében dolgozó magyar fiatalokhoz került. A nagykövetség munkatársaként a magyar fiatalok kulturális identitásának megőrzésének elősegítésén dolgozott. 1974-ben Pozsgay Imre hívására a Társadalmi Szemle szerkesztője lett, ahol Bihari Mihály, Héthy Lajos, Bőhm Antal és Hovanyecz László szellemi környezetében sok tapasztalatra tett szert. 1981-től 1992-ig a Művelődési és Közoktatási Minisztérium Filmfőigazgatóságának vezetője. 1989–90-ben a magyar média első felügyelő szervének, a Magyar Rádió és Televízió Felügyelő Bizottságának vezetője. 1990-ben a filmszakma reformtervének kidolgozásában vett részt. A Magyar Mozgókép Alapítvány létrejötte után a szakmai alapítók megválasztották az alapítvány főtitkárává.
A 90-es évek elején részt vett Magyarország európai médiaprogramokba − Eurimages, az Audiovizuális Eureka, majd a Média 92-be történő beléptetésében. 1992-ben a Francia Köztársaság elnöke a Művészet és Irodalom Lovagrendjének tiszti fokozatával tüntette ki. 1995-ben Brüsszelben Európa Érdemrenddel tüntették ki. 1992–93-ban egyik kezdeményezője és megvalósítója volt az első magyar műholdas televíziónak, a Duna TV-nek; 2002-ben a televízió születésének 10. évfordulóján munkáját Pátria Díjjal ismerték el. 2000-ben részt vett a Bolyai Önképző Műhely megalapításában, ahol 2016. november 11-én Budapesten bekövetkezett haláláig tanított.
2013-ban a Nemzeti Tehetségsegítő Tanács a Tehetségek Szolgálatáért életműdíjban részesítette.

## Díjak és elismerések
- Francia Köztársaság Művészet és Irodalom Lovagrendjének tiszti fokozata (1992)
- Európa Érdemrend (1995)
- Pátria Díj (2002)
- Tehetségek Szolgálatáért életműdíj (2013)